# Europacup II hockey vrouwen 2001
De 11de editie van de Europacup II voor vrouwen werd gehouden van 13 april tot en met 16 april 2001 in Rome. Er deden slechts zeven teams mee (verdeeld over twee poules), omdat er één ploeg niet kwam opdagen. Amsterdam won deze editie van de Europacup II.

## Poule-indeling

### Poule A
- THC Klipper
- Clifton
- Real Club de Polo
- Dinamo Sumchanka

### Poule B
- Amsterdam H&BC
- Libertas San Saba
- Bonagrass Grove
- Royal Uccle Sport THC

## Poulewedstrijden

### Vrijdag 13 april 2001
- 11.30 A Klipper- RC Polo 1-1
- 13.30 B Amsterdam- Uccle Sport 12-2
- 16.30 B Libertas S.S.- Grove 0-3

### Zaterdag 14 april 2001
- 12.00 A Clifton- RC Polo 0-2
- 14.00 B Amsterdam- Grove 2-0
- 16.00 B Libertas S.S.- Uccle Sport 8-0

### Zondag 15 april 2001
- 12.00 A Klipper- Clifton 3-0
- 14.00 B Amsterdam- Libertas S.S. 3-1
- 16.00 B Grove- Uccle Sport 9-0

## Uitslag poules

### Uitslag poule A
1. RC Polo (4)
2. Klipper (4)
3. Clifton (1)

### Uitslag poule B
1. Amsterdam (9)
2. Grove (6)
3. Libertas (3)
4. Uccle Sport (0)

## Finales

### Maandag 16 april 2001
- 11.00 3A - 4B Clifton- Uccle 8-0
- 13.30 2A - 2B Real Polo- Grove 1-3
- 16.00 1A - 1B Amsterdam- Klipper 2-1

## Einduitslag
1.  Amsterdam H&BC 

2.  THC Klipper 

3.  Bonagrass Grove 

4.  Real Club de Polo 

5.  Clifton 

5.  Libertas 

7.  Royal Uccle Sport THC 

7.  Dinamo Sumchanka (Niet aanwezig op toernooi) 

Mannen:
1990 ·
Terrassa 1991 ·
Vught 1992 ·
Birmingham 1993 ·
Terrassa 1994 ·
Cagliari 1995 ·
Den Haag 1996 ·
Reading 1997 ·
's-Hertogenbosch 1998 ·
Amsterdam 1999 ·
Terrassa 2000 ·
's-Hertogenbosch 2001 ·
Eindhoven 2002 ·
Terrassa 2003 ·
Eindhoven 2004 ·
Lille 2005 ·
Reading 2006 ·
Madrid 2007 

Opgegaan in de Euro Hockey League
Vrouwen:
1991 ·
Vught 1992 ·
Birmingham 1993 ·
Cardiff 1994 ·
Groningen 1995 ·
Rotterdam 1996 ·
Utrecht 1997 ·
Leuven 1998 ·
Terrassa 1999 ·
Keulen 2000 ·
Rome 2001 ·
Ourense 2002 ·
Rotterdam 2003 ·
Laren 2004 ·
Keulen 2005 ·
Edinburgh 2006 ·
Madrid 2007 ·
Parijs 2008 ·
Manchester 2009

Opgegaan in de Europcacup I